# Agyneta issaqueena
Agyneta issaqueena es una especie de arácnido perteneciente al género Agyneta, dentro de la familia Linyphiidae, del orden de las arañas.

## Distribución
La especie se distribuye por Estados Unidos.

## Taxonomía
Fue descrita científicamente por Nadine Dupérré en 2013. La descripción original fue publicada en Taxonomic revision of the spider genera Agyneta and Tennesseelum (Araneae, Linyphiidae) of North America north of Mexico with a study of the embolic division within Micronetinae sensu Saaristo & Tanasevitch 1996. Zootaxa, número 3674, entre las páginas 1 y 189.